# Cantó de Tauvas
El cantó de Tauvas és un cantó francès del departament del Puèi Domat, situat al districte de Suire. Té sis municipis i el cap és Tauvas.

## Municipis
- Avèze
- Labessette
- Larodde
- Saint-Sauves-d'Auvergne
- Singles
- Tauvas

## Història
| Data d'elecció                           | Identitat        | Partit           | Qualitat |
| ---------------------------------------- | ---------------- | ---------------- | -------- |
| 1958-1994                                | Pierre Bouchaudy | SFIO, després PS |          |
| 1994-2002                                | Fernand Urlande  | PS               |          |
| 2002-                                    | Christophe Serre | UMP              |          |
| les dades anteriors no són pas conegudes |                  |                  |          |
|                                          |                  |                  |          |

## Demografia
| 1962  | 1968  | 1975  | 1982  | 1990  | 1999  | 2007  |
| ----- | ----- | ----- | ----- | ----- | ----- | ----- |
| 3.553 | 3.912 | 3.601 | 3.413 | 3.042 | 2.817 | 2.697 |